# انکرت‌ویل-سو-مر
انکرت‌ویل-سو-مر (به فرانسوی: Ancretteville-sur-Mer) یک کامین در فرانسه است که در Canton of Valmont واقع شده‌است.

## خصوصیات
انکرت‌ویل-سو-مر ۳٫۱۵ کیلومترمربع مساحت و ۱۸۵ نفر جمعیت دارد و ۹۸ متر بالاتر از سطح دریا واقع شده‌است.